# 河合秀敏
河合秀敏（かわい ひでとし、1933年8月30日- ）は、日本の経営学者、愛知大学名誉教授。

## 略歴
愛知県出身。愛知大学法経学部卒、1966年神戸大学大学院経営学研究科博士課程単位取得満期退学、経営学博士。愛知大学法経学部講師、助教授、教授、経営学部教授となる。2004年定年、名誉教授。
2013年11月瑞宝中綬章受章。

## 著書
- 『監査理論の基礎 試査との関連を中心として』同文館出版 1967
- 『財務諸表監査論』同文館出版 1970
- 『現代監査の論理』中央経済社 1979
- 『監査論』同文館出版 1983
- 『監査入門』税務経理協会 1983
- 『新監査入門』税務経理協会 1994

### 共編著
- 『国際会計と国際監査』編著 同文館出版 1993
- 『監査の社会的役割 現状と今後の方向』編著 中央経済社 1997
- 『21世紀の会計と監査』盛田良久共編著 同文舘出版 2003

## 論文
- <河合秀敏